# Schloss Frein

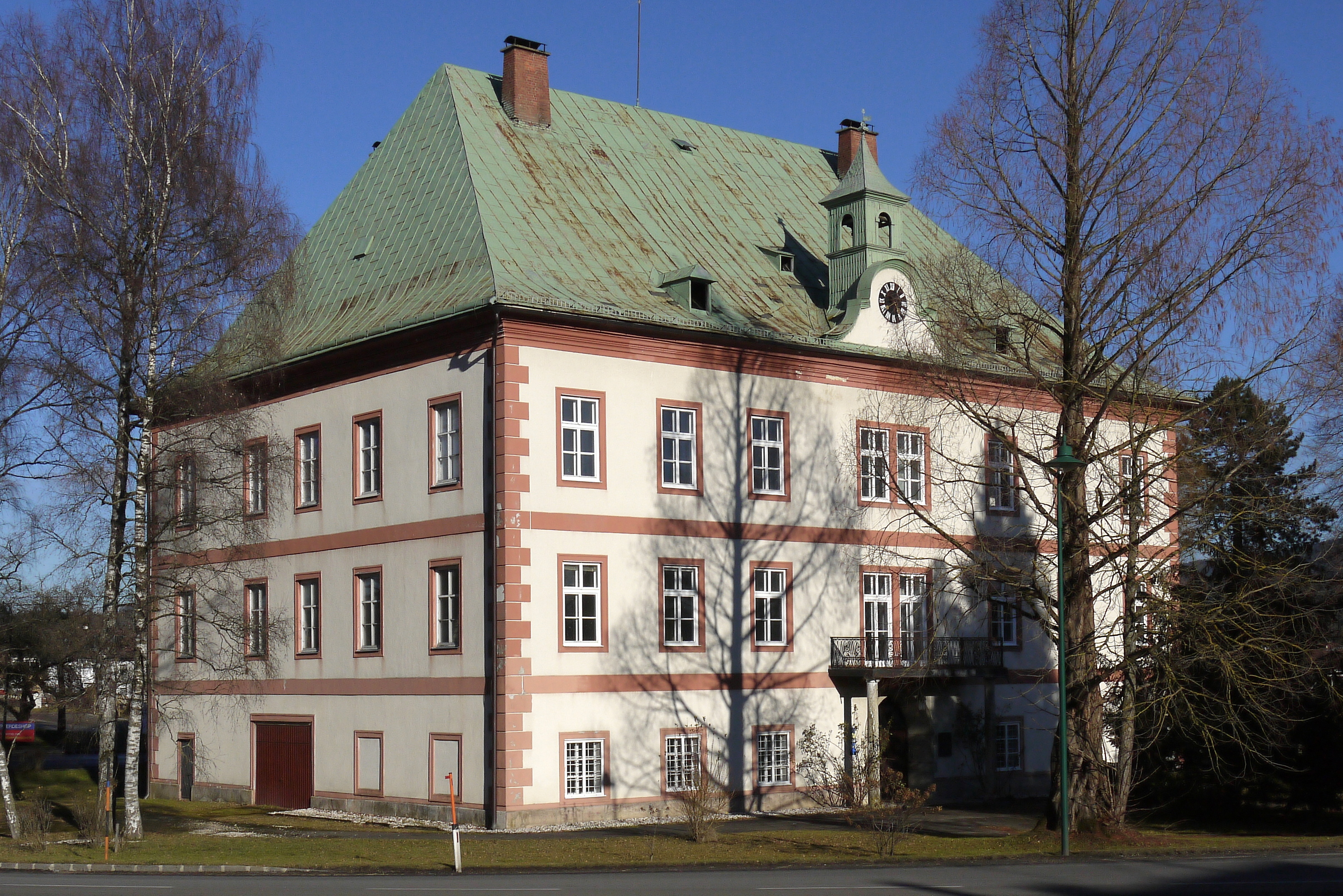
Schloss Frein

Das Schloss Frein liegt im Ortsteil Frein der Gemeinde Frankenburg am Hausruck im Bezirk Vöcklabruck von Oberösterreich.

## Geschichte
Nach einer Urkunde des Stiftes Mattsee war 1370 Frein im Besitz von Chunrad der Schedinger. 1444 war ein in Mattsee behauster Greiff Schöttinger Besitzer von Freyn. 1485 verlieh Kaiser Friedrich III. dem Hans Gewmann den öde gewordenen Sitz. 1560 wurde ein Sebastian Huber Eigentümer, wobei er die Zärtl von Geboltskirchen im Besitz ablöste. Dessen Sohn Ludwig vermachte das Schloss 1584 den Ständen des Landes ob der Enns. Von diesen erwarb es 1593 wieder Christoph Geymann samt Gutsbesitz. Damals war Frein nur ein „Holzwerch“. Christophs gleichnamiger Sohn zählte zu den protestantischen Aufständischen gegen den Kaiser und musste 1620 flüchten. Der beschlagnahmte Besitz wurde 1626 von Kaiser Ferdinand II. an Franz Christoph von Khevenhüller verkauft.

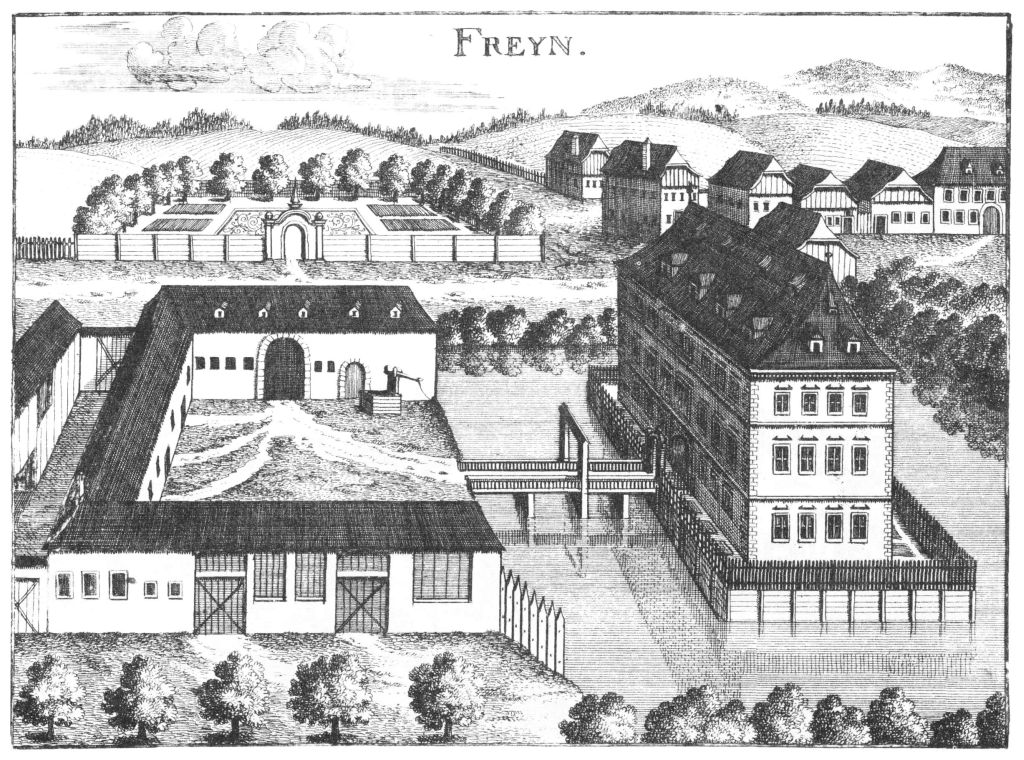
Schloss Frein nach einem Stich von Georg Matthäus Vischer von 1674 Topographia Austriae superioris modernae

Zwischen 1674 und 1684 gehörte der Besitz dem Freiherrn Veit von Gera, dann kam er bis 1810 wieder an die Khevenhüller. Der mit Schloss Kogl vereinte Besitz wurde von Dr. von Pausinger gekauft. Von der Familie Pausinger-Frischberg erwarb Franz Schaup 1849 das Schloss mit dem Wald- und Gutsbestand von Frankenburg. Schaup war einer der Mitbegründer der Brauerei Zipf. Die Brauereidynastie blieb Eigentümerin, bis im Jahr 1942, die letzte der Familie, Emilie Schaup, kinderlos starb. Von der letzten Namensträgerin wurde die ehemalige Baronenfamilie Limbeck von Lilienau, die Enkel von Wilhelm Schaup, als Erbin eingesetzt.
Ab 1850 war das Schloss Frein Verwaltungsmittelpunkt für die vielfältigen Aufgaben des Wirtschaftsgroßbetriebes Schaup bzw. Lilienau. Während und kurz nach dem Zweiten Weltkrieg bot das Schloss Unterkunft für Flüchtlinge aus den Ländern der ehemaligen österreich-ungarischen Monarchie. In den Räumlichkeiten war in dieser Zeit auch eine Schule mit zwei Klassen untergebracht, die 1950 jedoch aufgelassen wurde. Als Sitz für Verwaltungen, u. a. Forst- und Gutsverwaltung Frankenburg sowie das Archiv des Heimatvereins Frankenburg, wurde es ebenso genutzt. In den Jahren 1965/1966 wurden am Schloss Sanierungsarbeiten durchgeführt.
Der in Wien lebende Besitzer und Schlossherr Christian Limbeck-Lilienau brachte das Schloss 2007 in die Schlagzeilen, da er der Flüchtlingsfamilie Zogaj kostenloses Quartier im Gebäude gewährte.
Im Herbst 2017 verkaufte Christian Limbeck-Lilienau, als verschwägerter Nachfahre und Erbe der Schaup-Dynastie, das Anwesen an die Green Finance GmbH. Mit der Übernahme des Objektes sanierte die Green Finance das denkmalgeschützte Schlossjuwel im Frühjahr 2018 nach höchsten Qualitätsansprüchen, um im stilvollen Ambiente modernes und zeitgemäßes Wohnen zu ermöglichen. Bei der Generalsanierung legte man das Hauptaugenmerk auf Nachhaltigkeit und in Zusammenarbeit mit dem Denkmalamt wurden acht große Familienwohnungen und vier Büros im Schloss errichtet.

## Beschreibung

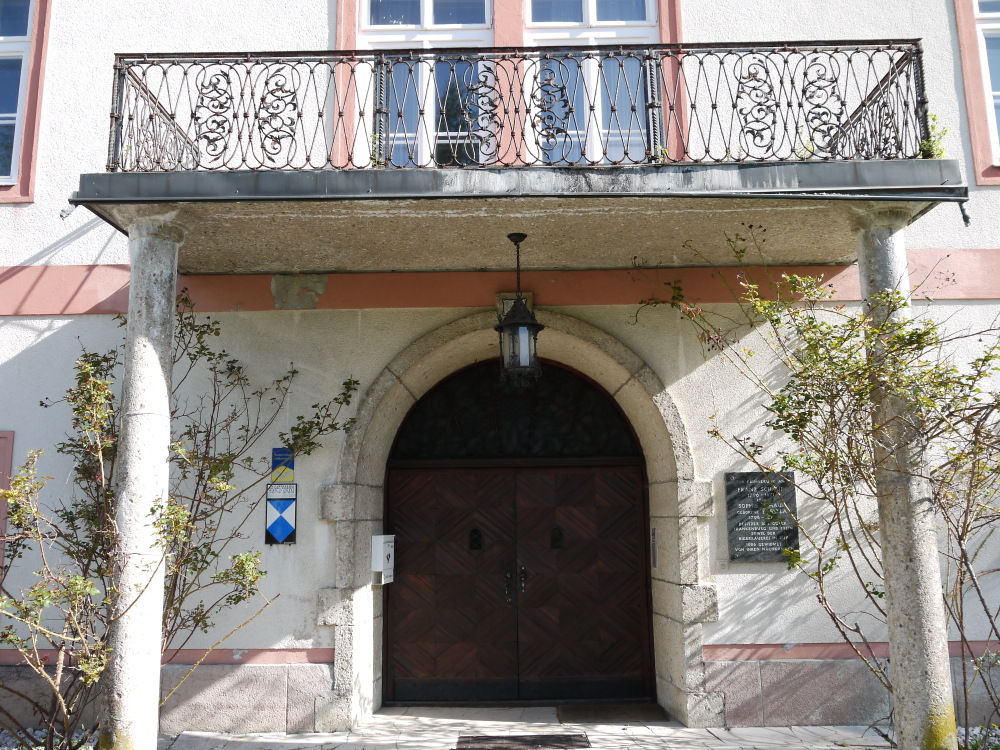
Portal

Schloss Frein ist ein auf rechteckiger Grundfläche errichteter dreigeschoßiger Bau mit einem hohen Walmdach. Ursprünglich war Frein ein Wasserschloss, dessen Wassergraben aber an der Zugangs- und der Straßenseite aufgefüllt wurde. Der jetzige Bau stammt aus dem 16. und 17. Jahrhundert. An der Rückfront ist noch ein wasserführender Graben erhalten. Zugang zu dem Schlossinneren gewährt ein Rundbogenportal aus Granit. Oberhalb des Portals befindet sich ein auf zwei Säulen ruhender Balkon, von dem aus eine Doppeltüre ins Innere führt. Das schmiedeeiserne Balkongitter ist kunstvoll ausgeführt. Oberhalb der Torachse befindet sich ein Rundgiebel mit einer Uhr und einem aufgesetzten Türmchen. Die Fassade ist mit rötlichen Faschen gegliedert, wobei auch die Fenster in der gleichen Farbe gerahmt sind. Das Schloss wurde 1950 renoviert.

## Fledermauskolonie
Der Dachboden ist seit Jahren auch die Heimat von 600 bis 800 Weibchen der Gattung Großes Mausohr, die hier den Sommer verbringen und ihre Jungen groß ziehen. Im Schloss befindet sich einer der fünf größten Wochenstuben vom Großen Mausohr in Oberösterreich. Seit 2004 finden dort Quartierkontrollen statt. 2017 und 2018 fanden bei der Renovierung des Dachstuhls umfangreiche Schutzmaßnahmen zum Erhalt der Fledermäuse statt. Die unter Schutz stehenden Fledermäuse werden vom oberösterreichischen Naturschutzbund betreut.

## Trivia
In der Erzählung Nachkommenschaften von Adalbert Stifter dürfte das Schloss durch Schloß Firnberg eingebunden sein.